# Logué (Burkina Faso)
Pour les articles homonymes, voir Logue.
Logué est une commune rurale située dans le département de Ouo de la province de Comoé dans la région des Cascades au Burkina Faso.